# Campionati mondiali di tennistavolo 2013
I Campionati mondiali di tennistavolo 2013 si sono svolti al Palais omnisports de Paris-Bercy (Francia) dal 13 al 20 maggio 2013. È stata la 52ª edizione del torneo, organizzato dalla ITTF.

## Programma
I titoli in palio sono 5. Le qualificazioni si svolgono il 13 e il 14 maggio.
|  | Turni  |
|  | Finali |

| Maggio              | 13 | 14 | 15     | 16     | 17     | 18     | 19 | 20    |
| ------------------- | -- | -- | ------ | ------ | ------ | ------ | -- | ----- |
| Singolare maschile  |    |    | 1T     | 2T     | 3T     | 4T     | QF | SF, F |
| Singolare femminile |    |    | 1T, 2T | 3T     | 4T     | QF, SF | F  |       |
| Doppio maschile     |    |    | 1T     | 1T, 2T | 3T, QF | SF     | F  |       |
| Doppio femminile    |    |    | 1T     | 2T     | 3T, QF |        | SF | F     |
| Doppio misto        |    | 1T | 2T     | 3T, 4T | QF     | SF, F  |    |       |

## Podi
| Evento                         | Oro                              | Argento                       | Bronzo                                              |
| Singolare maschile (dettagli)  | Zhang Jike                       | Wang Hao                      | Xu Xin Ma Long                                      |
| Singolare femminile (dettagli) | Li Xiaoxia                       | Liu Shiwen                    | Ding Ning Zhu Yuling                                |
| Doppio maschile (dettagli)     | Chen Chien-an / Chuang Chih-yuan | Hao Shuai / Ma Lin            | Wang Liqin / Zhou Yu Seiya Kishikawa / Jun Mizutani |
| Doppio femminile (dettagli)    | Guo Yue / Li Xiaoxia             | Ding Ning / Liu Shiwen        | Feng Tianwei / Yu Mengyu Chen Meng / Zhu Yuling     |
| Doppio misto (dettagli)        | Kim Hyok-Bong / Kim Jong         | Lee Sang-Su / Park Young-Sook | Wang Liqin / Rao Jingwen Cheung Yuk / Jiang Huajun  |

## Medagliere
| Pos.   | Paese          | Oro | Argento | Bronzo | Totale |
| ------ | -------------- | --- | ------- | ------ | ------ |
| 1      | Cina           | 3   | 4       | 7      | 14     |
| 2      | Corea del Nord | 1   | 0       | 0      | 1      |
| 2      | Taipei cinese  | 1   | 0       | 0      | 1      |
| 4      | Corea del Sud  | 0   | 1       | 0      | 1      |
| 5      | Hong Kong      | 0   | 0       | 1      | 1      |
| 5      | Giappone       | 0   | 0       | 1      | 1      |
| 5      | Singapore      | 0   | 0       | 1      | 1      |
| Totale | Totale         | 5   | 5       | 10     | 20     |